# El Ghetto
El Ghetto fue una banda peruana de rock fusión originaria de Lima, formada en 1996 por Gabriel Gargurevich en voz y segunda guitarra, François Peglau en la guitarra, Gonzalo Carrillo en el bajo, Bruno Macher en el saxofón, Jaime Taramona en la trompeta, Renzo Muguerza en la percusión y Jan Marc Rottenbacher en la batería. 
Se hicieron notables en la escena underground limeña de finales de los años noventa por la novedosa fusión de ska, reggae, punk y ritmos ochenteros latinizados.

## Historia
El Ghetto fue formado principalmente por un grupo de amigos del colegio a mediados de los años 90.
En 1998 lanzarían su única producción discográfica homónima en formato casete editada a través del sello Mundano Records que fuera grabado el año anterior en Estudio Zero; el original sonido de este álbum elevó a El Ghetto a banda de culto de la escena independiente limeña.
La banda se disolvió en el año 2001, dando paso a futuros proyectos personales de cada uno de sus integrantes: François fundó la también ya disuelta banda Los Fuckin’ Sombreros junto a Felipe Villarán (ex G-3), Gonzalo pasó a tocar en la formación original de la banda Suda, Jan Marc pasó a integrar la orquesta de salsa Sabor y Control fundada por Bruno el año 2000, por su parte Gabriel se dedicó de lleno a su carrera de periodismo y Jaime  continuó en el Conservatorio Nacional de Música y perteneció a la Orquesta Sinfónica Nacional del Perú.

## Discografía

### Álbumes de estudio
- El Ghetto (Mundano Records, 1998)

### Recopilaciones
- Mil gritos contra el tedio (Apu Records, 1997)
- Ciudad de M Soundtrack (Sony, 2000)
- Un día sin sexo Soundtrack (Morrison, 2005)